# Десмосома

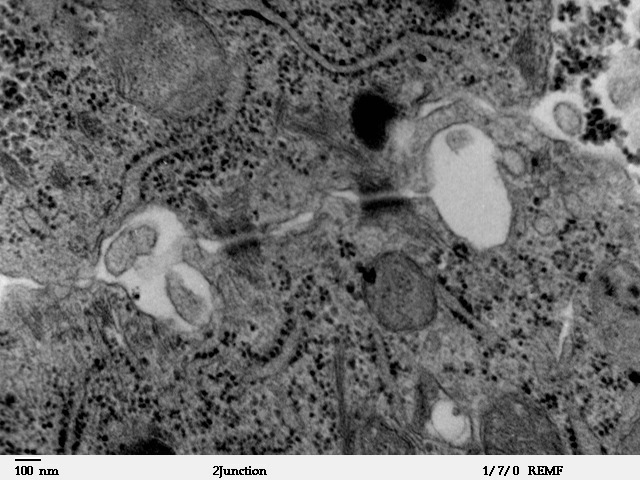
Дві десмосоми, що сполучають латеральні мембрани клітин (ТЕМ)

Структура десмосоми

Десмосома — тип міжклітинних контактів, що характеризується наявністю біля плазматичної мембрани білкової пластинки прикріплення, до якої із цитоплазматичного боку приєднуються проміжні філаменти. Десмосоми сполучають клітини між собою, як заклепки, забезпечуючи механічну міцність тканин.
Схожі за будовою структури, що кріплять клітину до позаклітинного матриксу називаються гемідесмосомами.

## Поширення
Десмосоми зустрічаються у більшості тканин хребетних тварин, проте, не знайдені у плодової мушки. Найпоширеніші вони у тих частинах тіла, які зазнають постійного механічного стресу, зокрема у скелетних м'язах, міокарді, де разом із адгезивними контактами формують вставні диски, та більшості епітеліїв, особливо в епідермі. Для біохімічних досліджень десмосоми виділяють з епідерми носа корови.

## Будова

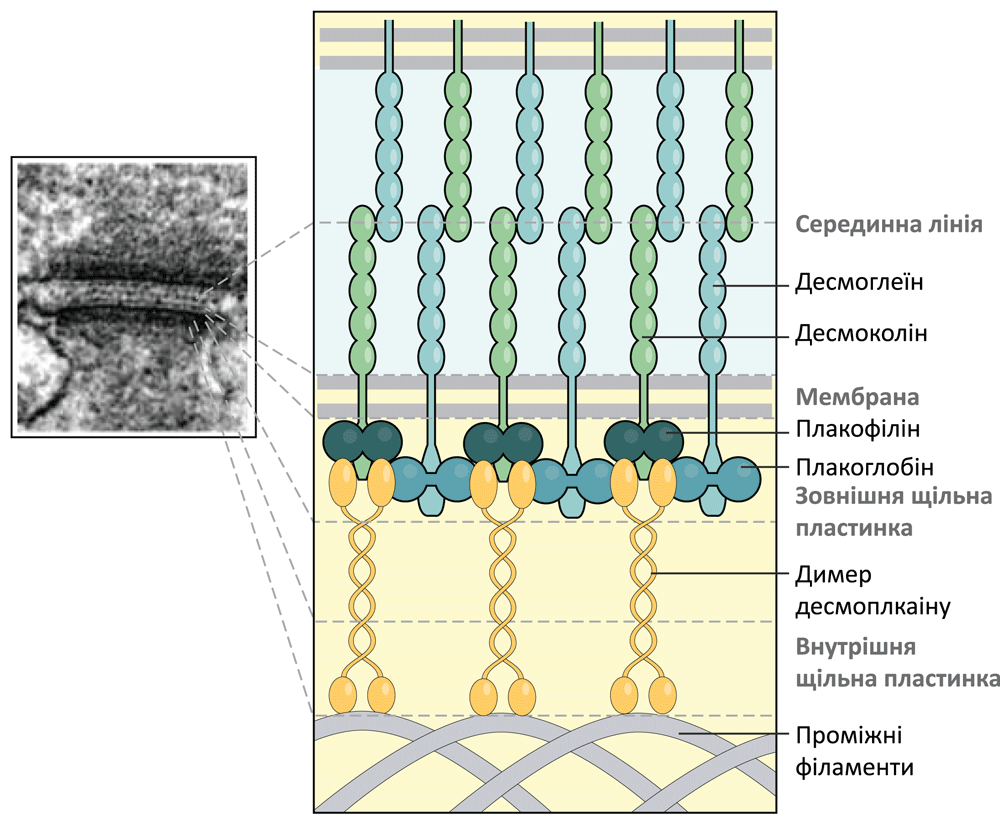
Розміщення основних білків, що складають десмосому (відображені не всі взаємодії між ними)

Десмосоми — це переважно круглі ділянки з'єднання клітин, що нагадують заклепки, із діаметром близько 0,5 мкм. Відстань між мембранами у десмосомі становить 25—30 нм, щілина між ними заповнена електронно-щільною речовиною, а саме білками десмоглеїном та десмоколіном. Обидва належать до родини молекул клітинної адгезії кадгеринів, для них характерна наявність п'яти тандемних позаклітинних доменів. Молекули десмоглеїну та десмоколіну комплементарні між собою, у присутності іонів кальцію десмоглеїн на поверхні однієї клітини зв'язується із десмоколіном на сусідній і навпаки, таким чином вони зчеплюють клітини за принципом липучки.
У ділянці десмосоми до плазматичної мембрани з внутрішньої сторони прилягає пластинка прикріплення, що має товщину близько 40 нм і складається з якірних білків. Пластинка прикріплення поділяється на дві частини: зовнішню, розташовану ближче до мембрани, та внутрішню, повернуту до цитоплазми. До складу зовнішньої пластинки прикріплення входять внутрішньоклітинні домени кадгеринів, а також білки, що містять домени armadillo, плакоглобін (родина β-катенінів) та плакофілін (родина p120-катеніну). Внутрішня частина пластинки прикріплення складається із десмоплакіну — великого білка із глобулярними N- та C-кінцевими доменами, розміром у 1000 амінокислот, розділеними центральною α-спіраллю, приблизно такої ж довжини. Десмоплакін формує димери на основі утворення подвійної спіралі (англ. coiled coil) внаслідок взаємодії центральних доменів. N-кінцеві ділянки цих димерів контактують із плакофіліном, а N-кінцеві — із мотузкоподібними проміжними філаментами. Частина проміжних філаментів розташовується паралельно до мембрани, інші наскрізь перетинають клітину. Їх конкретний тип різниться в залежності від тканини: в епітелії це кератинові філаменти, у серцевому м'язі — десмінові.

## Функції
Будова десмосом та їхнє сполучення із проміжними філаментами дозволяє рівномірно розподілити тиск між клітинами в тканині, що важливо для запобігання розривів. При дуже сильних фізичних навантаженнях десмосоми можуть руйнуватись, зокрема це інколи спостерігається при розтягненні м'язів.

## Порушення
Дисфункція десмосом в першу чергу проявляється у порушенні функціонування тих органів, де вони найбільше поширені, зокрема шкіри та серця. Наприклад рідкісне та потенційно летальне аутоімунне захворювання — пухирниця звичайна (лат. Pemphigus vulgaris), що супроводжується виникненням пухирів на шкірі та слизових оболонках, виникає внаслідок вироблення антитіл до десмоглеїну, які перешкоджають утворенню міжклітинних контактів. Додавання таких антитіл у нормальну шкіру також спричинює виникнення пухирів. Саме при дослідженні цієї хвороби були вперше відкриті десмоглеїни.
Інший розлад пов'язаний із десмосомами — аритмогенна кардіоміопатія правого шлуночка.